# Алатар (озеро)
Алатар — доисторическое плейстоценовое озеро, которое находилось на северо-западе Аравийского полуострова на территории нынешней пустыни Нефуд. Озеро являлось мелководным, пресным, существовало 120 тысяч лет назад и служило местом водопоя для слонов, что указывало на экосистему сходную с африканской саванной. Также на берегу озера были найдены древние следы (footprint) пребывания человека современного вида (Homo sapiens)